# Gnathagnus
Gnathagnus és un gènere de peixos pertanyent a la família dels uranoscòpids.

## Taxonomia
- Gnathagnus armatus (Kaup, 1858)
- Gnathagnus cribratus (Kishimoto, 1989)
- Gnathagnus egregius (Jordan & Thompson, 1905)[2]
- Gnathagnus innotabilis (Waite, 1904)[3][4][5][6][7][8]